# Eurozine
Eurozine ist ein online erscheinendes Magazin, das von der Eurozine – Gesellschaft zur Vernetzung von Kulturmedien mbH in Wien herausgegeben wird. Geschäftsführer ist seit 2022 Hermann Riessner. 

## Publikationstätigkeit
Es handelt sich um eine Publikation, die aus einem Netzwerk von mehr als 80 europäischen Kulturzeitschriften (Stand: Januar 2023) aus nahezu allen Ländern Europas entsteht. Die meisten der auf Eurozine publizierten Artikel sind jeweils schon in einer der dem Netzwerk angeschlossenen Zeitschriften erschienen.
Die Veröffentlichung der Artikel findet in Originalsprache statt. Zusätzlich werden viele Artikel auch noch in eine in Europa weit verbreitete Sprache übersetzt (zum Beispiel Deutsch, Englisch oder Französisch) veröffentlicht.
Das Netzwerk europäischer Kulturzeitschriften, zu dessen zentralen Aktivitäten die Herausgabe des Online-Metamagazins Eurozine gehört, entstand in den 1980er Jahren. Es organisiert zudem jährliche Konferenzen in wechselnden europäischen Städten. 

## Partnerzeitschriften
| - 2000 (Ungarn) - A2 (Ukraine) - Akadeemia (Estland) - Arche (Weißrussland) - Atlas (Dänemark) - Baggrund (Dänemark) - Belgrade Journal of Media and Communications (Serbien) - Beton International (Serbien) - Blätter für deutsche und internationale Politik (Deutschland) - Cogito (Türkei) - Critique & Humanism (Bulgarien) - Culture & Démocracie (Belgien) - Czas Kultury (Polen) - dérive (Österreich) - De Nederlandse Boekengids (Niederlande) - Dialogi (Slowenien) - Dilema Veche (Rumänien) - Dwutygodnik (Polen) - Dziejaslou (Belarus) - Esprit (Frankreich) - Fronesis (Schweden) - Genero (Serbien) - Glänta (Schweden) - Gwara Media (Ukraine) - Host (Tschechien) - Il Mulino (Italien) - Irish Pages (Irland) - Index on Censorship (Großbritannien) - Intellectum (Griechenland) - K24 (Türkei) - Kritika & Kontext (Slowakei) - Krytyka (Ukraine) - Krytyka polityczna (Polen) - Kultura Liberalna (Polen) - Kulturos barai (Litauen) - LaPunkt (Rumänien) - La Revue nouvelle (Belgien) - Le Journal de Culture & Démocratie (Belgien) - L’Espill (Spanien) - L’Homme (Österreich) - Le Monde diplomatique (Norwegen) - Letras Libres (Spanien) - Leviathan (Deutschland) - Lettera internazionale (Italien) - Merkur (Deutschland) - Mittelweg 36 (Deutschland) - Multitudes (Frankreich) - Mute (Großbritannien) - Neprikosnovennij Zapas (NZ) (Russland) - New Humanist (Großbritannien) - New Eastern Europe (Polen) - New Literary Observer (Russland) - Nova Istra (Kroatien) - Nuori Voima (Finnland) - Ny Tid (Finnland) - Ny Tid (Norwegen) - O'r Pedwar Gwynt (Wales) - Ord&Bild (Schweden) - Osteuropa (Deutschland) - PARTisan (Belarus) - Passage. Tidsskrift for litteratur og kritik (Dänemark) - Polar (Deutschland) - Poeteka (Albanien) - Positionen (Deutschland) - Prostory (Ukraine) - Razpotja (Slowenien) - Rekto:verso (Belgien) - Res Publica Nowa (Polen) - Revista Crítica de Ciências Sociais (Portugal) - Revolver Revue (Tschechien) - Revue Project (Frankreich) - Rigas Laiks (Lettland) - Roots (Mazedonien) - RozRazil (Tschechien) - Samtiden (Norwegen) - Scena9 (Rumänien) - Sens public (Frankreich) - Sodobnost (Slowenien) - Soundings (Großbritannien) - Spilne (Ukraine) - Springerin (Österreich) - Symbol (Kosovo) - Syn og Segn (Norwegen) - Vagant (Norwegen) - Varlık (Türkei) - Vikerkaar (Estonia) - Wespennest (Österreich) |